# Klamaths
Els klamath són una tribu índia lutuami (grup penutià), molt afí als modoc, el nom de la qual prové de la deformació de maklaks "gent", però també s'anomenaven eukshikni o auksiri "gent del llac".

## Localització

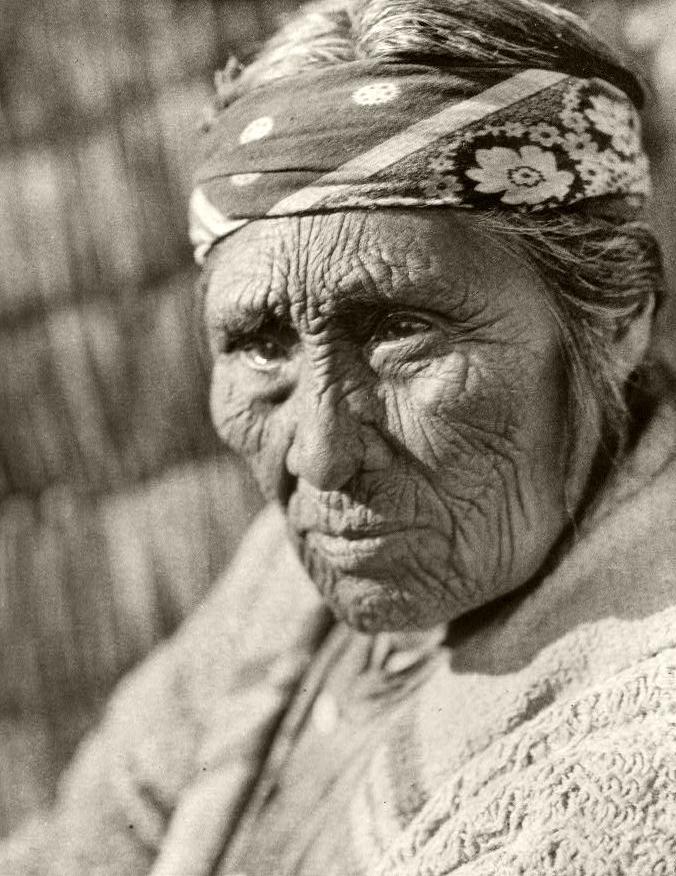
Dona klamath (1924)

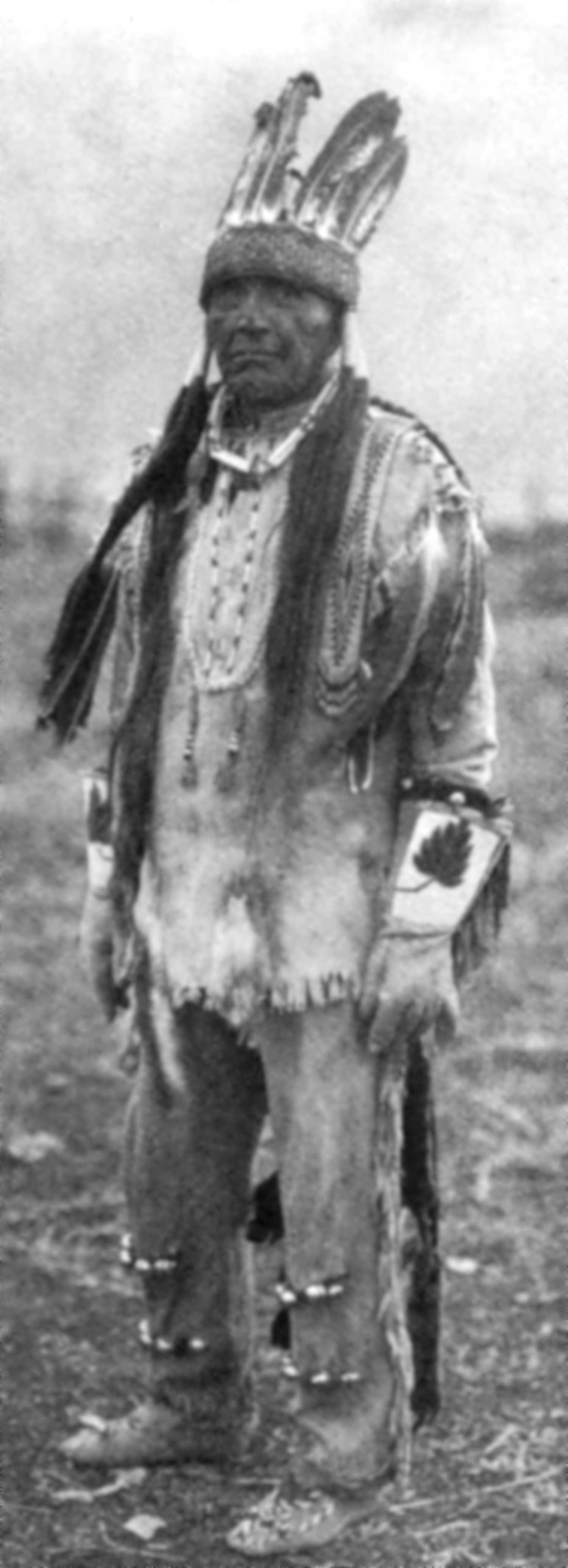
Home klamath

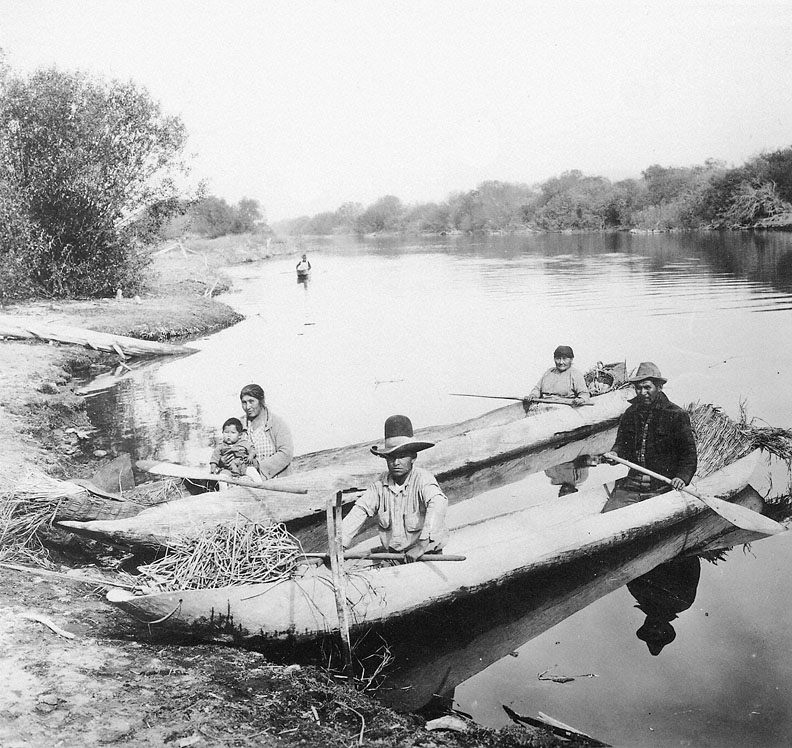
Klamaths en canoes, segle XIX

Vivien a la Cascade Range (Califòrnia) i al sud i centre d'Oregon. Actualment viuen a la Reserva índia Klamath d'Oregon. Forma part de dues tribus reconegudes federalment:
- Tribus Klamath d'Oregon
- Comunitat índia Quartz Valley

## Demografia
El 1905 hi havia 755 individus. El 1960 vivien uns 937 a Oregon, i el 1970 vivien a la reserva 2.185 individus, klamath, modoc, cayuses i molala. El 1980 sumaven 2.000 amb els modoc, amb uns 150 parlants de llur llengua. Segons el cens dels EUA del 2000, n'hi havia 2.632 purs, 490 barrejats amb altres tribus, 715 amb altres races i 206 amb altres races i tribus. En total, 4.043 individus. Segons dades de la BIA del 1995, a la reserva Klamath d'Oregon hi vivien 2.633 individus (3.057 apuntats al rol tribal).

## Costums
Vivien en petites viles autònomes liderades per un xaman. Cada família gaudia d'una casa d'hivern i d'una d'estiu, que consistien en forats recoberts per un sostre que s'enfonsava un metre en el sòl. L'interior amidava sis metres de diàmetre amb lliteres i cellers. Eren bons cistellers, i llur cultura era similar a la dels indis del Planell, com paiute, kutenai, wailatpua i altres. Alimentàriament depenien del peix, de les aus aquàtiques, baies, llagostes i altres animalons. Eren considerats com a bons arquers. Creien en la vida d'ultratomba, i gaudien d'una cosmologia amb mites i llegendes força originals. Més tard esdevingueren agricultors i llenyataires.

## Història

### Pre-contacte
Abans de l'arribada dels exploradors europeus els klamaths vivien als voltants del llac Upper Klamath i dels rius Klamath, Williamson i Sprague. Subsistien principalment de peixos i recol·lectaven arrels i llavors.
Els klamath eren coneguts per atacar les tribus veïnes (com els Achomawi del riu Pit), i a vegades els prenien presoners com a esclaus. Negocien amb els chinook a The Dalles. Prior to the arrival of European explorers, the Klamath people lived in the area around the Upper Klamath Lake and

### Contacte
El primer a contactar amb els klamaths en 1826 fou Peter Skene Ogden, un explorador de la Companyia de la Badia de Hudson, qui també va comerciar amb ells el 1829. L'explorador estatunidenc] Kit Carson també va mantenir contactes amb ells

### Tractat amb els Estats Units
Els klamaths, modoc, i la banda yahuskin d'indis Snake signaren un tractat amb els Estats Units en 1864, establint la reserva índia Klamath de 400.000 hectàrees al nord-est del llac Upper Klamath. El tractat requeria a les tribus cedir les terres de la Conca Klamath, limitada al nord amb el paral·lel nord 44è, als Estats Units. A canvi els Estats Units farien un pagament únic de 35.000 dòlars i pagaments anuals per un total de 80.000 $ en 15 anys, així com provisió d'infraestructures i personal per a la reserva. El tractat establia que si els indis bevien o emmagatzemen begudes alcohòliques a la reserva els pagaments podrien ser retinguts, i els Estats Units també podrien ubicar a la reserva altres tribus en el futur. Les tribus sol·licitaren Lindsay Applegate com a agent per representar-los davant els Estats Units. L'agent indi estimaà la població total de les tres tribus que signaren el tractat en 2.000 individus. No es sumaren a la Guerra Modoc, i fins i tot lluitaren com a mercenaris contra els modoc. Practicaren l'esclavatge i el 1870 hi aparegué el moviment Dream Dance, pels xamans Lobert i O'Toole, que influiria en la Ghostdance.

### Història post-tractat
Des de la terminació del reconeixement de la seva sobirania tribal en 1954 (amb pagaments federals no desemborsats fins a 1961), els klamath i les tribus veïnes han reorganitzat el seu govern i van reviure la identitat tribal. Els klamath, juntament amb els modoc i yahuskin, han format la confederació reconeguda pel govern federal Tribus Klamath. El seu govern tribal té la seu a Chiloquin, Oregon. Alguns klamath viuen a la comunitat índia Quartz Valley al comtat de Siskiyou, Califòrnia.
Un relat fictici dels esdeveniments històrics que envolten la terminació tribal de 1961 es pot trobar a la novel·la de 2005 de Rick Steber Buy the Chief a Cadillac, guanyadora del Spur Award de 2005.